# 联兴乡
联兴乡，是中华人民共和国黑龙江省黑河市嫩江市下辖的一个乡镇级行政单位。

## 行政区划
联兴乡下辖以下地区：
联兴村、东宁村、双兴村、合兴村、振兴村、哈什太村、金山村、兴革村和银河村。